# Lũ lụt Thái Lan 2011
Lũ lụt Thái Lan 2011 là đợt lũ lụt lớn xảy ra trong mùa mưa năm 2011 tại Thái Lan, nghiêm trọng nhất ở sông Chao Phraya cũng như ở lưu vực sông Mekong. Bắt đầu từ cuối tháng bảy và tiếp tục trong hơn hai tháng, lũ lụt đã gây ra 307 ca được báo cáo là tử vong, hơn 2,3 triệu người bị ảnh hưởng, với thiệt hại ước tính lên tới 156,7 tỷ baht (5,1 tỷ USD) tính đến thời điểm ngày 18 tháng 10 năm 2011. Lũ lụt đã tràn ngập khoảng 6 triệu ha đất, hơn 300.000 ha trong đó đất nông nghiệp, trong 58 tỉnh, từ Chiang Mai ở miền Bắc đến các khu vực của thủ đô Bangkok nằm gần các nhánh của lưu vực sông Chao Phraya. Đây được mô tả là "trận lũ lụt tồi tệ nhất tính về lượng nước và số người dân chịu ảnh hưởng". Bảy khu công nghiệp lớn đã bị ngập sâu đến 3 mét và ước tính sẽ kéo dài khoảng 40 ngày.

## Bối cảnh
Là một quốc gia ẩm ướt, nhiều khu vực khác nhau của Thái Lan dễ bị lũ nhanh và bị lũ lụt theo mùa. Lũ lụt thường bắt đầu ở miền Bắc và lan xuống sông Chao Phraya thông qua các đồng bằng trung tâm, ở vùng Đông Bắc dọc theo sông Chi và sông Mun chảy vào sông Mekong, hoặc trong các sườn đồi ven biển phía Đông và Nam. Chứng tích của các cơn bão nhiệt đới tấn công Việt Nam hoặc phía nam bán đảo thường tăng lượng mưa, dẫn đến nguy cơ lũ lụt. Việc kiểm soát hệ thống thoát nước, bao gồm đập, kênh mương thủy lợi và các lưu vực chứa lũ đã được thực hiện nhưng không đủ để ngăn chặn thiệt hại lũ lụt, đặc biệt là khu vực nông thôn. Rất nhiều nỗ lực, bao gồm một hệ thống đường hầm thoát nước bắt đầu vào năm 2001 đã được đưa vào ngăn chặn những trận lũ lụt nặng của thủ đô Bangkok, vốn nằm gần sông Chao Phraya và dễ bị lũ lụt, và thu được nhiều thành công đáng kể. Bangkok chỉ trải qua lũ lụt ngắn hạn và nhỏ kể từ sau cơn lũ lớn năm 1995. Tuy nhiên, các khu vực khác từng trải qua các đợt lũ lụt nghiêm trọng gần đây nhất là năm 2010.

## Lũ lụt
Do khí hậu gió mùa đang diễn ra khá mạnh mẽ vào năm 2011, với những cơn mưa lớn từ tháng 5, những trận lụt lớn bắt đầu khi cơn bão nhiệt đới Nock-ten tới miền Bắc Việt Nam, gây nên lượng mưa lớn ở miền bắc, đông bắc Thái Lan và những cơn lũ lụt nhanh chóng ở nhiều tỉnh bắt đầu từ 31 tháng 7. Trong vòng 1 tuần đã có tin tức vế 13 người thiệt mạng và lũ lụt vẫn tiếp diễn ở nhiều tỉnh: các tỉnh miền Bắc gồm Chiang Mai, Lampang, Lamphun, Mae Hong Son, Nan, Phrae và Uttaradit; các tỉnh miền Đông Bắc như Bueng Kan, Nakhon Phanom, Nong Khai, Sakon Nakhon và Udon Thani. Những tỉnh trung bộ như Phichit, Phitsanulok, Sukhothai cũng bị ngập khi nước lũ kéo tới qua hai con sông Yom và Nan. Tỉnh Prachuap Khiri Khan ở vùng vịnh cũng bị ảnh hưởng.
Lũ lụt vẫn còn tiếp diễn vào cuối tháng 8, theo dự báo thì những cơn mưa lớn có thể sẽ tiếp tục xuất hiện do ảnh hưởng bởi cơn bão La Nina. Mực nước lũ đạt 50 cm ở hạ lưu sông Nan và đạt mức kỷ lục trong vòng 16 năm qua ở tỉnh Phitsanulok, trong khi những khu vực rộng lớn khác thuộc vùng hạ lưu như Nakhon Sawan, Ang Thong, Ayutthaya và Nakhon Nayok ngày càng bị ảnh hưởng nhiều hơn, số lượng người chết đã lên đến con số 37 người so với 22 người vào tháng 8. Đập nước Bhumibol và Sirikit gia tăng tỉ lệ thoát nước để có thể tiếp nhận dòng nước lũ đang tới.
Vào ngày 19 tháng 9 vừa qua, tất cả những tỉnh miền trung địa hình trũng thấp đều bị ảnh hưởng bởi trận lụt, bao gồm Uthai Thani, Chai Nat, Sing Buri, Ang Thong, Suphan Buri, Ayutthaya, Pathum Thani và Nonthaburi, 2 tỉnh cuối thuộc biên giới phía bắc của Băng Cốc. Việc cống thoát nước bị vỡ đã dẫn đến việc nước từ sống Chao Phraya chảy qua kênh thoát nước và làm ngập lụt hàng loạt cánh đồng lúa ở Singburi, Ang Thong và Ayutthaya, nhưng đã làm giảm bớt lượng nước ở Băng Cốc, bởi những cánh đồng lúc này đóng vai trò như khu vực thoát nước. Những chiếc xuồng được sử dụng để chạy ngược dòng sông trong khi được neo lại để tăng khả năng thoát nước của dòng sông Chao Phraya.
Vào đầu tháng 10, hầu hết những đập nước đều gần như quá tải và buộc phải tăng khả năng thoát nước, và có khả năng làm lượng nước lũ ở hạ nguồn ngày càng lớn. Ngập lụt ở Ayatthaya ngày càng nặng bởi nước lũ đã tràn vào nhà cửa, làm ngập công viên lịch sử Ayutthaya và buộc người dân ở đây phải sơ tán. Những con đê bảo vệ những khu công nghiệp đã vỡ, dẫn đến nước lũ tràn vào rất nhiều nhà máy và làm hỏng hàng loạt các dây chuyền sản xuất. Ở tỉnh Nakhon Sawan, bờ đê bằng túi cát bảo vệ thành phố đã thủng, nước lũ tràn vào thành phố rất nhanh. Hàng trăm nạn nhân đã được chuyển ra khỏi Ayutthaya và bệnh viện khu vực Nakhon Sawan bằng thuyền do mực nước đã cao hơn sàn bệnh viện và hệ thống điện nước cũng như cứu thương không thể hoạt động.
Vì nước lũ đã rút về hướng nam từ Ayutthaya nên Băng Cốc sẽ rất có khả năng bị ngập nặng vào giữa tháng 10. Ở tỉnh Pathum Thani, tiếp giáp với Băng Cốc ở phía Bắc, những con đê bằng bao cát đã được sửa chữa và củng cố nhằm đảm bảo nước từ sông Chao Phraya và Rangsit không tràn vào Băng Cốc. Nhiều quận ở phía đông Băng Cốc cũng như những khu vực vệ tinh như Nonthaburi, Pathum Thani, Chachoengsao và Nakhon Pathom nằm ngoài vùng bảo vệ của tuyến đê xung quanh Băng Cốc đã bị ngập lụt do nước từ sông Chao Phraya chảy vào sông Nakhon Nayok và tràn ra khỏi kênh.
Đê ngăn lũ không còn tác dụng ở Pathum Thani, nhiều khu công nghiệp cũng như khu dân cư ngoại thành cũng rơi vào tình trạng ngập lụt. Những đoạn đường trên đường cao tốc Phahon Yothin dẫn vào Băng Cốc đã không còn đi được, gây nên tình trạng kẹt xe nghiêm trọng ở các con đường thay thế. Khi con đê ngăn nước vào kênh dẫn nước Khlong Prapa vỡ vào ngày 20.10, nước lũ tràn vào kênh và chảy xuống khu Sam Sen ở trung tâm Băng Cốc, làm ngập rất nhiều khu vực dọc bờ sông. Mặc dù việc vỡ đê đã nằm trong tầm kiểm soát, người dân vẫn rất hoang mang và chấp nhận đậu xe trái phép trên cầu vượt và đường cao tốc. Khu vực trường đại học Thammasat, vốn được xem là khu vực chủ chốt cho việc tị nạn của người dân khi lũ tới cũng đã bị ngập.
Tình hình vẫn còn đang tiếp diễn, nhiều cống thoát nước điều chỉnh mực nước của hệ thống kênh Raphiphat và Rangsit đã quá tải và buộc phải xả nước vào khu dân cư. Cư dân của nhiều quận của Băng Cốc, đặc biệt là ở Pathum Thani đã được thông báo chuẩn bị khi lũ tới.

## Thiệt hại cho khu công nghiệp và thiếu nguồn cung cho toàn thế giới
Ngày 8 tháng 10, hệ thống ngăn lũ cao 10 mét phong toả khu công nghiệp Nikom Rojna đã sụp đổ. Dòng nước mạnh đã can thiệp vào nỗ lực tái thiết và kết quả là toàn bộ khu vực không hoạt động được. Một số nhà máy sản xuất lớn rơi vào tình trạng gần như không thể tiếp cận được. Bảy khu công nghiệp phải dừng hoạt động và sơ tán gây ảnh hưởng nghiêm trọng tới chuỗi cung ứng các mặt hàng điện tử và xe hơi. Hơn 450 doanh nghiệp Nhật Bản bị ảnh hưởng bởi trận lụt trong đó bao gồm các hãng lớn như Sony, Honda và Toshiba. Riêng hãng Honda ước tính thiệt hại vào khoảng 15 tỷ yen. Nhiều hãng khác chịu ảnh hưởng nặng nề hơn bởi phần lớn phụ tùng đều được sản xuất tại đây. Ngoài ra, việc thiếu hụt nguồn cung sẽ ảnh hưởng đến các nước ASEAN.
Thái Lan là nhà sản xuất ổ đĩa cứng lớn thứ hai trên thế giới. 25% ổ cứng của thế giới được sản xuất tại Thái Lan. Nhiều nhà máy sản xuất ổ cứng bị ngập lụt, bao gồm các nhà máy kĩ thuật số của phương Tây, do đó các nhà phân tích ngành công nghiệp đang dự đoán việc này sẽ dẫn đến tình trạng thiếu ổ cứng trên toàn thế giới.

## Vấn đề với các chủ xe hơi
Kể từ khi lũ lụt tràn đến tỉnh Pathumthani, các phương tiện truyền thông đưa các tin tức về lũ lụt thường xuyên hơn và khiến các chủ sở hữu xe hơi ở Bangkok và những vùng gần đó hoảng loạn. Nhiều bãi đỗ xe đã kín tại thời điểm đó. Vì vậy, rất nhiều người trong số họ đã chọn đỗ xe trên đường cao tốc, cầu vượt hay bất cứ nơi nào họ nhận thức rằng sẽ không bị ngập lụt. Điều này làm trầm trọng thêm vấn đề giao thông và đã xảy ra một vài tai nạn không được báo cáo. Không có vụ tử vong nào được đưa tin.

## Thông tin thiếu sót
Lỗi lớn nhất trong nhất trong việc liên hệ giữa truyền thông Thái Lan và những công ty nước ngoài là thiếu thông tin bằng tiếng Anh. Toshiba cho biết " Việc chính phủ cung cấp thông tin chính xác và tiến hành những biện pháp phòng chống lũ lụt trong dài hạn là cực kỳ cần thiết". Những nhà đầu tư nước ngoài cũng chia sẻ mối lo này. Một ví dụ tiêu biểu khác của việc thiếu mối liên hệ với bên ngoài là liên lạc với Rohm Integrated Systems, một trong những nhà sản xuất chất bán dẫn lớn nhất Nhật Bản, hiện đã có nhà máy tại Navanakorn. Công ty này nhận được rất ít thông tin về trận lũ và không thể di dời các thiết bị thiết yếu lúc cần thiết.

## Nỗ lực cứu trợ
Việc giám sát trận lũ và hoạt động cứu trợ bắt đầu vào giữa tháng 8. Thủ tướng mới nhậm chức là bà Yingluck Shinawatra đã đi thăm các tỉnh bị ngập lụt từ ngày 12 tháng 8 và cử những thành viên nội các chính phủ và những thành viên của quốc hội thăm hỏi những người bị nạn và cam kết hỗ trợ những tổ chức quản lý tại địa phương. Trung tâm Điều hành Tình trạng Khẩn cấp về lũ lụt, bão và lở đất (EOC) 24/7 đã được thành lập vào ngày 20 tháng 8 dưới sự quản lý của Bộ phòng chống và giảm nhẹ thiên tai trực thuộc Bộ Nội vụ nhằm hợp tác tổ chức cảnh báo và cứu trợ. Chính phủ cũng phân bổ thêm kinh phí cứu trợ cho những vùng miền bị thiệt hại do lũ lụt.  Thủ tướng Yingluck Shinawatra cũng cam kết sẽ đầu tư cho những dự án phòng chống thiên tai trong dài hạn bao gồm cả những kênh tiêu nước.
Quân đội đã được huy động để hỗ trợ những người bị nạn, những tổ chức hay hiệp hội cộng đồng cũng đã góp sức, với những tình nguyện viên mang đến thức ăn và thuốc uống cho người dân ở các khu vực bị nạn. Trung tâm hoạt động giải cứu trong mùa lũ đã được thành lập tại sân bay Don Mueang nhằm hỗ trợ cho công tác cứu trợ thay cho trung tâm hoạt động khẩn cấp bởi vì trung tâm này không có đủ quyền hạn cần thiết. Sân vận động tại khuôn viên Rangsit của trường đại học Thammasat hiện đang được dùng như nơi lánh nạn của những người di cư từ Ayautthaya. Tuy nhiên, nhiều người trong vùng lũ lụt đã không bỏ nhà đi vì sợ cướp bóc. Trung Quốc, Nhật Bản, Philippines, Mỹ và New Zealand đã cam kết sẽ giúp đỡ và hỗ trợ hoạt động cứu nạn.
Ngày 16 tháng 10, máy bay USS George Washington (CVN-73) cũng như nhiều con tàu của hải quân Mỹ đã đến Thái Lan để hỗ trợ công tác cứu nạn. Chính phủ Mỹ cũng không rõ là Thái Lan có yêu cầu sự viện trợ của Mỹ hay không do những tín hiệu không rõ ràng từ phía chính phủ Thái Lan. Một viên chứ quốc phòng Mỹ cho hay "chúng tôi sẵn sàng giúp đỡ nhưng lại không hề nhận được bất cứ lời yêu cầu nào". Đến thời điểm này, Mỹ vẫn chưa nhận được yêu cầu giúp đỡ chính thức nào từ phía Thái Lan.
Vì nỗi lo ngập lụt tại Thái Lan ngày càng trở nên nghiêm trọng, người dân bắt đầu bất mãn đối với sự ứng phó trước tình hình bão lụt của chính phủ và tổ chức FROC. Họ phê phán chính phủ vì đã không lường trước được sự mở rộng của cơn lũ, đưa ra thông tin mâu thuẫn, không rõ rang và không đưa ra được những lời cảnh báo thích đáng cho người dân. Sai lầm của chính phủ trong việc đưa thông tin cũng như hơp tác với bên ngoài càng làm tình hình trở nên căng thẳng. Quản lý của tổ chức FROC và tổ chức quản lý thủ đô Băng Cốc bị cho rằng đã chơi trò chơi chính trị và từ chối sự giúp đỡ từ bên ngoài.
Với việc sử dụng kỹ thuật được ông King Bhumibol đề xuất nhằm nhanh đẩy nhanh dòng chảy của nước lũ qua kênh đào Khlong Lad Pho vốn rất nông. Bà Yingluck đã đặt hàng trăm con tàu trên sông Chao Phraya dùng cánh quạt đánh tung nước lên nhằm tăng tốc dòng chảy của sông ra biển. Bà Yingluck đã bị phát ngôn viên của Đảng dân chủ, ông Chavanond Intarakomalyasut, cho rằng đã sử dụng biện pháp vô ích và phí thời gian vì vào thời điểm đó, thủy triều đang dâng lên cao. Ông Smith Dharmasarojana, nguyên tổng giám đốc của cục Khí tượng và chủ tịch của Hội đồng cảnh báo thiên tai quốc gia, cũng không đồng tình với biện pháp này và cho rằng, đặt nhiều con thuyền xuống giữa dòng sông Chao Phraya là vô ích vì nó chỉ tác động đến mặt nước mà thôi.
Bà Yingluck cũng bị chỉ trích bởi thống đốc đảng Dân chủ của Băng cốc, ông Sukhumbhand Paribatra cho việc đã cho lắp đặt 800.000 bao cát nhưng lại sử dụng bao giấy và may viền bằng nilon. "Tôi không biết là những cái túi đó chắc chắn như thế nào, nhưng khi vừa mới thấy những cái túi giấy đó, tôi thật sự bị sốc". Chính phủ cho rằng những bao cát được sản xuất bởi công ty TNHH Thai Styrenics, một chi nhánh của công ty dầu khí quốc gia PTT, là phù hợp để đắp đê.

## Tranh chấp
Việc sử dụng đê chắn lũ đã dẫn đến nhiều tranh chấp giữa các bên, những người trong vùng ngập đã tức giận vì họ đã bị đối xử không công bằng, và thường xuyên phá đê, đôi khi đã dẫn tới xung đột vũ trang. Những người nông dân ở tỉnh Phichit cũng như những tỉnh khách, đã đấu tranh chống lại việc duy trì hệ thống đê cát và cửa cống. Cư dân ở vùng ngoại ô Băng Cốc cũng không đồng tình khi mà nhà của họ bị ngập trong khi Băng Cố lại được bảo vệ. Những tranh cãi xung quanh việc xây dựng đập Kaeng Suea Ten cũng không ngừng diễn ra.
Những phản đối chống lại những công trình đê bao chống lũ đã cản trở chính phủ làm việc trong rất nhiều việc. Người dân ở một vài khu vực đã phá đê và đe dọa những người thi hành công vụ bằng súng ngắn.

## Thiệt hại
Trận lũ lụt được đánh giá là "trận lũ lụt tồi tệ nhất về lượng nước lũ và số người bị ảnh hưởng". Tính đến ngày 18 tháng 10, cơn lũ đã tác động đến 2.484.393 người từ 824.848 hộ gia đình theo báo cáo của Trung tâm Điều hành Tình trạng Khẩn cấp về lũ lụt, bão và lở đất (EOC). Ngày 6 tháng 11, giới chức Thái Lan công bố tổng số nạn nhân thiệt mạng là 506 người. Thiệt hại ít nhất là 185 triệu Baht theo ước tính của Liên đoàn công nghiệp Thái Lan (khu vực trung tâm), trong đó bao gồm 95 triệu Baht cho ngành công nghiệp, 25 triệu Baht cho ngành nông nghiệp và 65 triệu về nhà cửa trong các khu dân cư và làng ngoại ô. Phần lớn thiệt hại bắt nguồn từ các ảnh hưởng đối với ngành công nghiệp sản xuất, với 930 nhà máy ở 28 tỉnh chịu ảnh hưởng, bao gồm nhiều khu công nghiệp ở tỉnh Ayutthaya và Pathum Thani bị ngập nước. Ước tính cơn lũ lụt làm giảm từ 0,6 đến 0,9% tốc độ tăng trưởng kinh tế. Tính đến 19 tháng 10, 1.053 trường học đã bị ảnh hưởng và buộc phải kết thúc học kì sớm.
Đầu tháng 11, chính phủ Thái Lan công bố kế hoạch chi 100 tỷ Baht (tương đương 4 tỷ USD) nhằm tái thiết sau lụt. Ước tính thiệt hại kinh tế bước đầu vào khoảng 4,9 tỷ USD, tương đương khoảng 1,3-1,5% tổng sản phẩm quốc nội hàng năm. Khoảng 113.000 người phải sống trong 1.700 khu sơ tán. Trận lũ gây ảnh hưởng trực tiếp tới 1/3 số tỉnh và 3/4 diện tích Thái Lan, trong đó có 300.000 ha đất nông nghiệp.
Cũng vì trận lũ lụt này mà cuộc thi Hoa hậu Trái Đất 2011 dự định tổ chức ở đây đã phải quay trở lại quê hương Philippines của nó..